# 김병관 (성우)
김병관(金秉寬, 1943년 3월 26일 ~ 2017년 7월 28일)은 대한민국의 성우이다. 본관은 청풍 김씨. 1963년 연극 배우로 활동하다가 1966년 TBC 2기 성우로 입사했으며, 언론통폐합으로 인하여 현재는 KBS 8기로 분류된다. 가족으로 배우자 박애자 씨, 아들 김주윤 씨가 있다.

## 주요 출연작품

### 애니메이션
- 정의의 용사 카봇(KBS) - 기가트론 / 돌레이러 / 빌드 타이푼 / 워즈(나중)
- 바다의 전설 장보고(KBS) - 록 / 노년 한정운 박사 / 연합정부 국장
- 스파이더맨(KBS) - 제임스
- 밀림의 왕 레오(KBS) - 바바
- 보물섬(KBS) - 스몰레트
- 태양의 기사 피코(KBS) - 검은 마왕 / 펄 할아버지
- 달려라 하니(KBS) - 홍두깨 큰 아버지
- 은비 까비의 옛날 옛적에(KBS)
- 집없는 소년(KBS) - 제임스 / 내레이션
- 바다소년 트리톤(KBS) - 마커스
- 사파이어 왕자(MBC)
- 마법사 토토(MBC)
- 요술천사 꽃분이(MBC)
- 은하탐정 케인(SBS)
- 원탁의 기사(KBS) - 유젤
- 태풍소년(KBS) - 남자 3
- 명탐정 코난(투니버스) - 송병기
- 고쿠센(투니버스) - 쿠로다 류이치로
- 나루토(투니버스) - 3대 호카게
  - 나루토 질풍전(투니버스) - 3대 호카게
- 몬스터(투니버스) - 바텐더
- 출격 로보텍(SBS) - 브리타이
- 다카하시 루미코 극장 - 인어의 숲(애니원) - 에이지로
- 마스터 키튼(투니버스) - 더글라스
- 고르고 13(투니버스) - 도슨
- 카우보이 비밥(투니버스) - 헥스
- 엑소특공대(SBS) - 페이튼 총독
- 미래전사 드래곤 파이터(SBS) - 드레드

### 애니메이션 영화
- 라이온 킹 - 스카
- 노틀담의 꼽추 - 클로드 프롤로
- 공자전(KBS) - 양호 / 안영
- 스타체이서(KBS) - 자이곤
- 모모(KBS) - 회색인간 두목
- 오린의 대모험(SBS) - 대그
- 엘도라도 - 제사장 제켈칸(아먼드 아산티)
- 가디언의 전설 - 메탈비크
- 라따뚜이 - 에밀
- 아나스타샤(KBS) - 라스푸틴(크리스토퍼 로이드)
- 슈렉(KBS, 극장) - 파콰드 영주

### 영화
- 모건 프리먼
  - 키스 더 걸(SBS) - 알렉스 크로스
  - 쇼생크 탈출(SBS, KBS) - 레드
  - 체인 리액션(SBS) - 새넌
  - 파워 오브 원(MBC) - 기엘피트
  - 딥 임팩트(MBC) - 톰 베크 대통령
  - 쟈니 핸섬(SBS) - 드콘스
  - 럭키 넘버 슬레븐(KBS) - 보스
  - 아웃브레이크(KBS) - 빌리
  - 세븐(KBS) - 윌리엄
  - 로빈 후드: 도둑들의 왕자(MBC) - 아짐
  - 배트맨 비긴즈(SBS) - 루시우스 폭스
  - 드림캐쳐(SBS) - 커티스 대령
  - 우주전쟁(SBS) - 해설
  - 원티드(KBS) - 슬론
  - 에반 올마이티(KBS) - 하나님
  - 드림캐쳐(SBS) - 커티스 대령
- 토미 리 존스
  - 더블 크라임(MBC) - 트래비스
  - 도망자(MBC) - 제라드
  - 스페이스 카우보이(KBS) - 호크
  - 하늘과 땅(MBC) - 스티브
  - 배트맨 포에버(KBS) - 투페이스
- 로버트 쇼
  - 죠스(KBS) - 퀸트
  - 스팅(KBS) - 로네건
  - 나바론 2(KBS) - 키이스
  - 007 위기일발(KBS) - 그랜트 / Q(데스몬드 르웰린)
- 천녀유혼 3(KBS) - 마왕(남)
- 로미오와 줄리엣(KBS) - 신부님
- 배트맨(KBS, SBS) - 그리섬 사장(잭 팰런스)
- 사망유희(SBS) - 스테이너(휴 오브라이언)
- 왕의 춤(KBS) - 캄베르(요한 리센)
- 아메리칸 스윗하트(KBS) - 핼 감독(크리스토퍼 워컨)
- 희극지왕(SBS) - 마오(오맹달)
- 마이티 조 영(KBS) - 슈트라세(레이드 세베지야)
- 스타 워즈 4(KBS) - 다스베이더(제임스 얼 존스)
- 행복을 파는 가계(KBS) - 파시팔(토니 커티스)
- 풀 몬티(KBS) - 제럴드(톰 윌킨스)
- 벤허(KBS) - 아리우스(잭 호킨스)
- 비버리 힐스 캅(92년 더빙판/MBC) - 보고밀(로니 콕스)
- 천국의 맞은편(KBS)
- 퍼펙트 크라임(KBS) - 돈 안토니오(루이스 바렐라)
- 굿바이 뉴욕, 황금을 찾아라(KBS) - 듀크(잭 펠런스)
- 벨파고(KBS) - 포시에(미셸 세로)
- 드리븐(SBS) - 칼 헨리(버트 레이놀즈)
- 황비홍 3(KBS) - 황기영(유순)
- 사강의 요새(KBS) - 드브뢰대 경(필립 느와레)
- LA 컨피덴셜(KBS) - 경찰 국장(존 메이혼)
- 조지 클루니의 표적(KBS) - 마셜(데니스 파리나)
- 다이하드 3(KBS) - 코브 반장(래리 브리그맨)
- 흑협 2(KBS)
- 마지막 황제(KBS) - 소장(잉뤄청)
- 성룡의 나이스 가이(KBS) - 자인카를로(리처드 노턴)
- 라간(KBS) - 푸란씽
- 아멜리에(KBS) - 해설
- 취권 2(SBS)
- 상하이 눈(KBS) - 보안관(잰더 버클리)
- 모스트 원티드(KBS)
- 레드 바이올린(KBS) - 푸생
- 주니어(KBS)
- 글레디에이터(KBS) - 혼(브라이언 데니히)
- 필라델피아(KBS) - 판사
- 데스 워시 4(SBS) - 커시(찰스 브론슨)
- 아이를 빌려드립니다(KBS) - 해리(레슬리 닐슨)
- 골든 게이트(KBS)
- 알츠하이머 케이스(KBS) - 레다(얀 데클레르)
- 걸 파이트(KBS) - 카알(허브 로벨리)
- 프린세스 다이어리(KBS) - 조셉(엑토르 엘리손도)
- 미이라 2(KBS) - 발터스 하페즈(아런 암스트롱)
- 위대한 용기(MBC) - 조 교장
- 컴퓨터 용사 트론(KBS)
- 러브 체인지(KBS) - 코간 박사(미카일 코자코프)
- 왕과의 하룻밤(KBS) - 므무간(오마 샤리프)
- 왕자와 거지(KBS) - 러플러(조지 C. 스콧)
- 에어 포스 원(KBS)
- 꼬마 니콜라(KBS) - 교장 선생님(미셸 뒤소수아)
- 사이즈의 문제(KBS) - 기타노(이가와 토고)
- 칵테일(KBS) - 삼촌(론 딘)
- 그들만의 리그(KBS) - 월터 하비(게리 마셜)
- 백야(KBS) - 미국 대사(쉐인 리머)
- 일 포스티노(KBS) - 파블로 네루다(필립 느와레)
- 빌리 베스게이트(KBS)
- 야망의 계절(KBS) - 팔코네티(윌리엄 스미스)
- 라스트 콘서트(KBS)
- 유니버셜 솔저(KBS) - 페리 대령(에드 오로스)
- 압솔롬 탈출(KBS) - 아버지(랜스 헨릭슨)
- 해리슨 포드의 의혹(KBS) - 레이먼드(브라이언 데니히)
- 닥터 모로의 DNA(SBS) - 닥터 모로
- 로보캅 3(KBS) - 옴니 사장(립 톤)
- 스파이 하드(KBS) - 스틸(레슬리 닐슨)
- 추락한 백만장자(KBS) - 볼트(멜 브룩스)
- 원초적 무기(SBS) - 커티스 모르타즈 장군(윌리엄 샤트너)
- 패튼 대전차 군단(MBC) - 패튼(조지 C. 스콧)
- 황야의 7인(MBC) - 오레일리(찰스 브론슨)
- 슈퍼에이트(VIDEO) - 아버지
- 유브 갓 메일(KBS) - 조의 아버지(대브니 콜먼)
- 섀도우(KBS) - 게라심(살라에틴 비랄)
- 사랑의 묘약(SBS) - 토니
- 엑스맨 (SBS) - 매그니토 (이언 매켈런)
- 위험한 진실(KBS)
- 빠삐용(KBS)
- 아라비아의 로렌스(KBS) - 에드몬드 앨렌비(잭 호킨스)
- 석양의 무법자(TBC) - 센텐자(리 반 클리프)
- 분노의 질주: 더 오리지널(KBS) - 페닝(잭 콘리)
- 국경선(SBS) - 젭(찰스 브론스)
- 에디 머피의 골든 차일드(KBS) - 눔스파(찰스 댄스)
- 영 건 2(KBS)
- 바하마의 별(KBS) - 탐(조지 C. 스코트)
- 코난(KBS)
- 48시간 2(SBS)
- 고공 침투(SBS) - 타이(게리 부시)
- 로마의 휴일 [1988년 더빙판] (KBS)
- 포이즌 아이비(SBS)
- 응징자(KBS) - 프랑코(예룬 크라베)
- 007 썬더볼 작전(KBS) - 라르고(아돌포 셀리)
- 아스테릭스(KBS) - 마법사 파노라믹스(클로드 피에프루)
- 굿바이 뉴욕 굿모닝 내 사랑(SBS) - 듀크(잭 팰런스)
- 폭풍탈주(KBS) - 파이크(찰스 네이피어)
- 누구를 위하여 종은 울리나(TBC) - 아구스틴(아르투로 데 코르도바)
- 에딘버러시의 영웅(KBS) - 죠크(도널드 크리스프)
- 코만도(KBS) - 베넷(베론 웰스)
- 하이랜더 2(SBS) - 카타나 장군(마이클 아이언사이드)
- 악마의 4시(MBC) - 메튜 두난 신부(스펜서 트레이시)
- 총알 탄 사나이(KBS, MBC) - 프랭크 드레빈(레슬리 닐슨)
- 리썰 웨폰(SBS) - 피터 맥얼스터(미치 라이언)
- 뉴욕 뉴욕(KBS)

### 외화
- 컴퓨터 특공대(SBS) - 킬로칸
- 코스비 가족 만세(KBS) - 클리프(빌 코스비)
- 전쟁과 추억(KBS) - 처칠(로버트 하디)
- 탐정 몽크(KBS) - 리랜드 스토틀마이어(테드 러바인)
- 칭기즈칸(KBS) - 다얀 칸
- 리포터즈(KBS) - 미셸(파트릭 부시테이)
- 콜드 케이스(KBS) - 윌 제프리스 (톰 배리)
- 95영웅 울트라맨(VIDEO) - 장관
- 최후의 카테고리 7(KBS) - 홀 목사(제임스 브롤린)
- 대지의 기둥(KBS) - 웨일런 주교(이안 맥쉐인)

### 게임
- 건담전기 - 더글라스 로뎅

### 광고
- 현대자동차 다이너스티
- 현대자동차 그랜저